# Бурлаг
Бурла́г (Буреинский железнодорожный исправительно-трудовой лагерь) — подразделение, действовавшее в структуре Главного управления исправительно-трудовых лагерей Народного комиссариата внутренних дел СССР (ГУЛАГ НКВД).

## История
Бурлаг выделен в самостоятельное подразделение в структуре НКВД в 1941 году на базе расформированного в том же году Амурлага. Управление Бурлага располагалось на станции Известковая Дальневосточной железной дороги (ныне Еврейская автономная область). В оперативном командовании он подчинялся Управлению железнодорожного строительства Дальневосточного главного управления исправительно-трудовых лагерей НКВД (УЖДС ДВ ГУЛАГ), а впоследствии непосредственно Главному управлению железнодорожного строительства НКВД (ГУЖДС НКВД).
Бурлаг расформирован в 1942 году, его лагеря и производственные мощности переданы для укрепления Нижне-амурского исправительно-трудового лагеря.

## Производство
Основным видом производственной деятельности заключённых было железнодорожное строительство на трассе БАМ, на участке железной дороги от города Хабаровск до города Ворошилова (ныне Уссурийск) и на целом ряде других участков, кроме этого заключённые использовались на дорожном строительстве и лесозаготовках.

## Начальники
- Давыдов А.Д. (1938)
- Борисов П.Т. (1939)
- Потёмкин Н.Ф (1939—1941)
- Петренко И.Г. (1941—1942)
- Ефимов И.Л., Данель С.М. (1941)

## Жертвы
В числе многих в Бурлаге погиб священномученик диакон Григорий (в миру Самарин Григорий Васильевич), позднее причисленный к лику святых Русской православной церкви, а также Александр Михайлович Цицеров (25 августа 1884 года — 9 сентября 1939 года), протоиерей, Звенигородский благочинный, священномученик, настоятель храма святителя Николая в селе Никольском и храма Преображения Господня в селе Большие Вязёмы Одинцовского района Московской области.
14 февраля 1938 года тройка НКВД приговорила Параскеву Кочневу, активную церковницу,  члена двадцатки храма Александра Невского в Миассе к десяти годам заключения в исправительно-трудовой лагерь, и она была отправлена в Бамлаг, в Буреинский железнодорожный лагерь на станции Известковая. Параскева Кочнева была раздавлена во время работы и скончалась в лагерном лазарете от ран 8 апреля 1939 года. Параскева Кочнева причислена к Собору Биробиджанских святых 7 июля 2018 года.